# Eleanor Holland, Countess of Salisbury

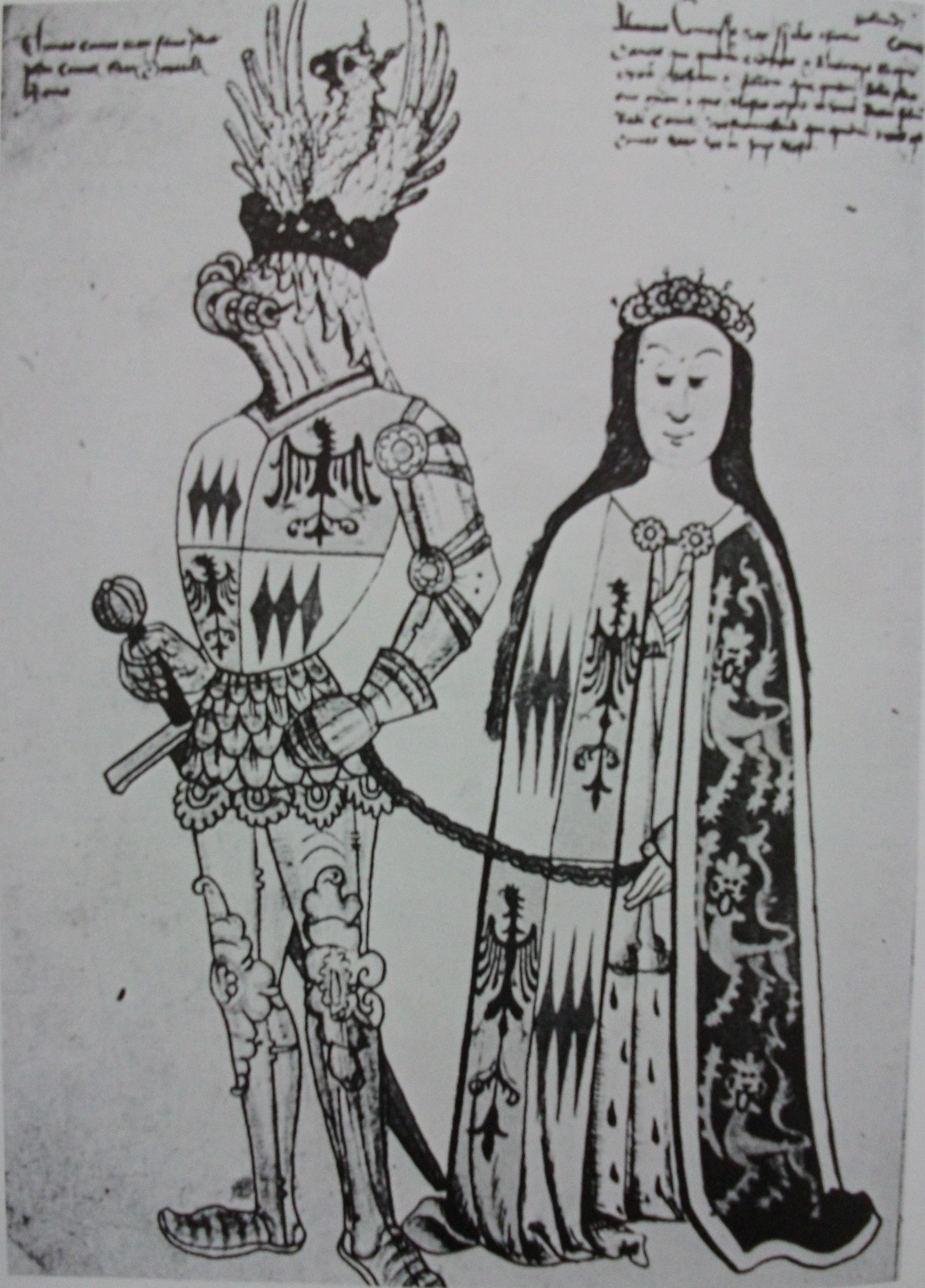
Sir Thomas Montagu und seine Gemahlin Eleanor Holland (aus dem Wrythe Garter Book, Buccleugh Handschrift, 15. Jahrhundert)

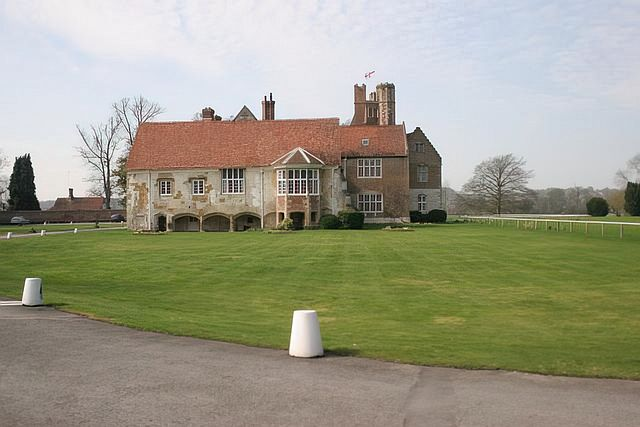
Bisham Manor, das ehemalige Haus von Eleanor Holland und Thomas Montagu (2005)

Eleanor Holland (auch Eleanor Holand) (* 1386 in Upholland, Lancashire; † nach 1413) war durch Ehe Countess of Salisbury. Sie war die zweite Tochter von Thomas Holland, 2. Earl of Kent, dem Halbbruder des englischen Königs Richard II. Sie war die erste Frau von Thomas Montagu, 4. Earl of Salisbury. Einer ihrer Brüder war Edmund Holland, 4. Earl of Kent. Sie ist nicht zu verwechseln mit ihrer ältesten Schwester Alianore Holland, Countess of March.

## Familie
Eleanor Holland wurde als eines von zehn Kindern von Thomas Holland und Alice Holland, der Schwester von Richard FitzAlan, 11. Earl of Arundel geboren. Ihre älteste Schwester war Alianore Holland, die Roger Mortimer, 4. Earl of March heiratete. Ihr ältester Bruder Thomas Holland, 1. Duke of Surrey wurde 1400 von einem aufständischen Mob in Cirencester wegen seiner Rolle in der Epiphany Rising-Rebellion, die sich gegen König Heinrich IV. – der sich des Throns König Richards des II. bemächtigte – gerichtet war, enthauptet. Thomas Erbe als Earl of Kent ging an ihren zweitältesten Bruder Edmund Holland, 4. Earl of Kent und sie selber als Miterbin.
Ihre Großeltern väterlicherseits waren Thomas Holland, 1. Earl of Kent und Joan of Kent. Ihre Großeltern mütterlicherseits waren Richard FitzAlan, 10. Earl of Arundel und Eleanor von Lancaster.

## Heirat und Nachkommen
Am 23. Mai 1399 heiratete sie im Alter von ungefähr dreizehn Jahren Sir Thomas Montagu, 4. Earl of Salisbury, Sohn von John Montacute, 3. Earl of Salisbury und Maud Francis. Ihr Mann wurde später einer der bedeutendsten Kommandanten im Hundertjährigen Krieg. Eleanor nahm bis 14. Juni 1409 den Titel Countess of Salisbury nicht an, bis er namentlich von Thomas wiederhergestellt wurde. Die vorherige Entziehung des Titels sowie der Besitzungen ihres Vaters wegen seiner Beteiligung an der Epiphany Rising-Rebellion war dafür verantwortlich. Eleanors Onkel John Holland, 1. Duke of Exeter, der ebenfalls Teil der Verschwörung war, konnte zwar dem wütenden Mob entkommen, wurde aber wenig später in Essex gefangen genommen und auf Geheiß seiner Großmutter mütterlicherseits Joan de Bohun, Countess of Hereford, der Schwiegermutter von König Heinrich IV., geköpft.
Thomas’ und Eleanors Zuhause war Bisham Manor in Berkshire. Zusammen hatten sie eine Tochter, Alice Neville, 5. Countess of Salisbury (* 1407; † 1462), die 1420 Richard Neville, 5. Earl of Salisbury heiratete, mit dem sie zusammen zehn Kinder hatte.
Eleanor starb an einem nicht bekannten Datum nach 1413. Sie wurde bei Bisham Abbey beigesetzt.
Ihr verwitweter Mann Thomas heiratete ein zweites Mal, diesmal Alice Chaucer um 1424, die Enkeltochter von Geoffrey Chaucer. Die Ehe blieb kinderlos.